# Cameron Carter-Vickers
Cameron Carter-Vickers (født 31. december 1997 i Southend) er en engelsk-amerikansk professionel fodboldspiller, som spiller for den skotske Premiership-klub Celtic og USA's landshold.